# Karbamát

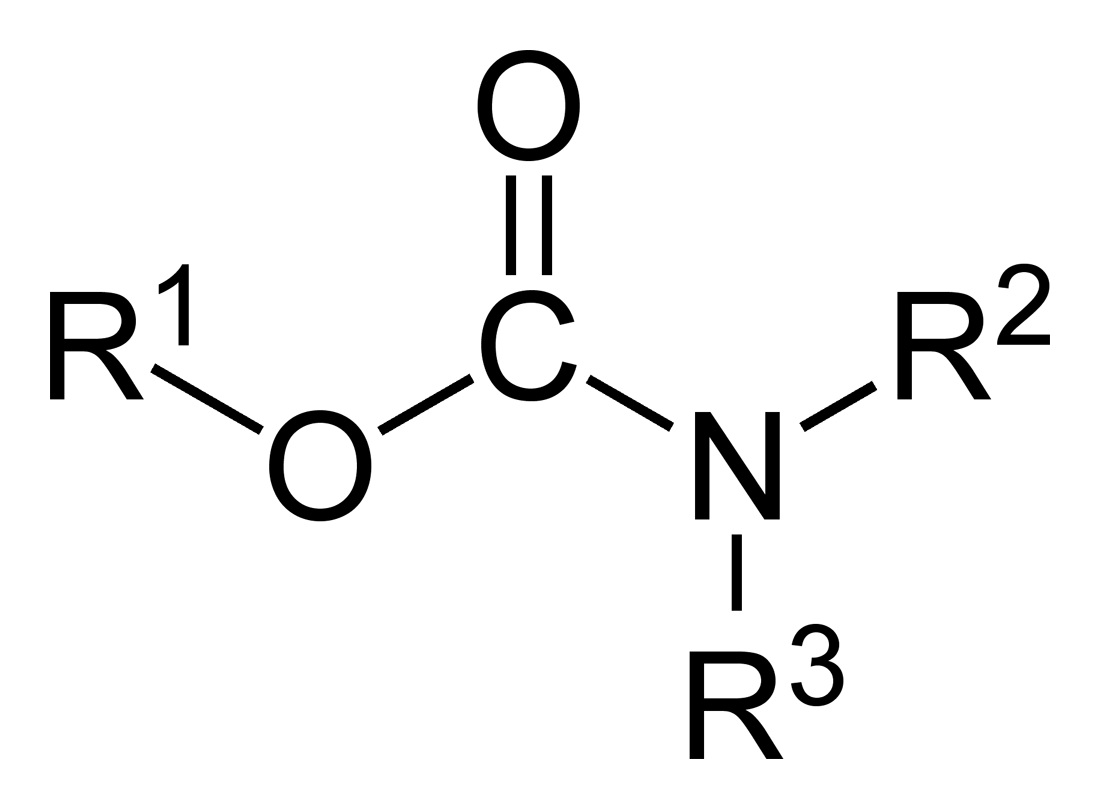
Chemická struktura karbamátů

Karbamáty jsou organické sloučeniny odvozené od kyseliny karbamové (NH2COOH). Karbamátová skupina, kyseliny a estery jsou funkční skupiny, které jsou strukturálně vzájemně příbuzné a často lze mezi nimi provádět vzájemné konverze. Karbamátové estery se označují také jako urethany (či uretany).

## Syntéza
Karbamové kyseliny se odvozují od aminů:
R2NH + CO2 → R2NCO2H
Kyselina karbamová je zhruba stejně kyselá jako kyselina octová. Ionizace protonu poskytuje karbamátový aniont, konjugovanou zásadu kyseliny karbamové:
R2NCO2H → R2NCO2− + H+
Karbamáty vznikají také hydrolýzou chlorformamidů:
R2NC(O)Cl + H2O → R2NCO2H + HCl
Karbamáty mohou vznikat při Curtiově přesmyku, kdy vznikající isokyanatany reagují s alkoholem:
RNCO + R'OH → RNHCO2R'

## Výskyt a použití
Byť se většina tohoto článku zabývá organickými karbamáty, vyrábí se také velké množství anorganické soli karbamátu amonného jakožto meziprodukt při výrobě močoviny z amoniaku a oxidu uhličitého.

### Karbamáty v biochemii
N-terminální aminoskupiny valinových zbytků v α- a β-řetězcích deoxyhemoglobinu jsou přítomny jako karbamáty. Pomáhají stabilizovat bílkovinu, když se z ní stává deoxyhemoglobin a zvyšuje pravděpodobnost uvolnění zbývajících kyslíkových molekul z vazby na bílkovinu. Vliv těchto karbamátů na afinitu hemoglobinu k O2 nesmí být spojován s efektem poklesu kyselosti deoxyhemoglobinu, který se nazývá Bohrův efekt.
ε-aminoskupiny lyzinových zbytků v ureáze a fosfortriesteráze taktéž využívají karbamát. Tento karbamát odvozený od aminoimidazolu je mezproduktem v biosyntéze inosinu. Z karboxyfosfátu vzniká místo CO2 karbamoylfosfát.

## Výrobky z karbamátových sloučenin

### Karbamátové insekticidy

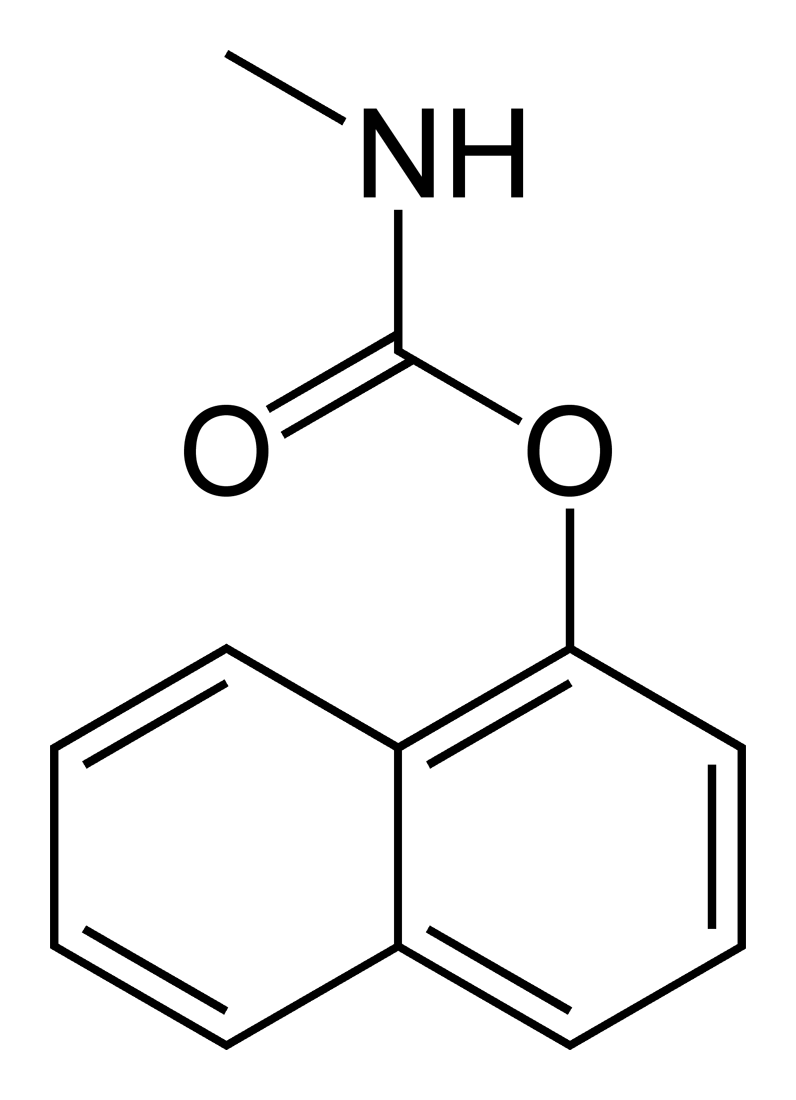
Karbamátový insekticid karbaryl

Takzvané karbamátové insekticidy využívají funkční skupiny karbamátových esterů. Patří mezi ně například aldikarb, karbofuran, fenoxykarb, karbaryl, ethionokarb a fenobukarb. Tyto insekticidy usmrcují hmyz reverzibilní inaktivací enzymu acetylcholinesterázy. Organofosfátové pesticidy také inaktivují tento enzym, avšak ireverzibilně, proto způsobují mnohem vážnější cholinergní otravu. Repelent icaridin je substituovaný karbamát.

### Polyurethany
Polyurethany (též polyuretany) obsahují ve své struktuře více karbamátových skupin. „Urethan“ není jednotkou (monomerem) polyurethanů. Tyto polymery mohou mít různorodé vlastnosti a jsou komerčně dostupné ve formě pěny (pěnový polyurethan), elastomerů i tuhých látek. Vznikají reakcí alkoholů s isokyanatany:
RN=C=O + R'OH → RNHC(O)OR'
Typicky se využívají diisokyanatany, např. toluen-diisokyanatan, a dioly, např. bisfenol A.

### Lékařství
Urethan čili ethylkarbamát se vyráběl ve Spojených státech jako protinádorové léčivo a pro jiné lékařské účely. Byl však shledán toxickým a téměř neúčinným. Občas se používá ve veterinárním lékařství.
Některé karbamáty se využívají ve farmakoterapii, například inhibitory cholinesterázy neostigmin a rivastigmin, jejichž chemická struktura je založena na přírodním alkaloidu fysostigminu. Mezi další příklady patří meprobamat a jeho deriváty, např. karizoprodol, felbamat a tybamat, třída anxiolytik a myorelaxancií široce používaných v 60. letech 20. století před rozmachem benzodiazepinů; někdy se používají i dnes.